# Gimnomera kirgizica
Gimnomera kirgizica är en tvåvingeart som beskrevs av Ozerov 2008. Gimnomera kirgizica ingår i släktet Gimnomera och familjen kolvflugor. Inga underarter finns listade i Catalogue of Life.